# 4033 Yatsugatake
4033 Yatsugatake este un asteroid din centura principală, descoperit pe 16 martie 1986 de Masaru Inoue și Osamu Muramatsu.